# Дикий ангел (телесеріал)
«Дикий ангел» — популярний аргентинський серіал 1998—1999 років виробництва телеканалу Telefe, що транслювався в більш ніж 80 країнах світу. Оригінальною назвою серіалу є «Muñeca brava» (ісп. Хоробра Лялька), назва «Дикий ангел» було дано для міжнародного прокату. Головні ролі в серіалі виконали Наталія Орейро і Факундо Арана.

## Сюжет
У багату, але змучену сімейними чварами родину Федеріко Ді Карло (Артуро Малі) потрапляє юна сирітка, вихованка церковного приходу Мілагрос (Наталія Орейро). Там вона закохується в сина господаря Іво (Факундо Арана), який дуже страждає через нелюбов свого батька. Так, Федеріко прямо сказав, що любить тільки доньку Вікторію (Вероніка Вієйра). Тільки мати Іво та Вікторії Луїса (Фернанда Містраль), її брат Даміан (Норберто Діас) і його «бабуся» (мати Федеріко Ді Карло) Анхеліка Ді Карло (Лідія Ламайсон) знають, у чому причина такого ставлення Федеріко до сина.
У самого Даміана теж турбот вище даху — колись він потрапив в автомобільну аварію, і його син Пабло (Сегундо Сернадас) втратив можливість рухатися. Тепер він проводить час на самоті і навіть розмовляти з батьком не бажає.
У будинку Ді Карло є ще одна затворниця — аристократка Анхеліка (Лідія Ламайсон). Вона ображена на Федеріко за те, що той колись зрадив кохану дівчину — Росаріо, яка покинула їх будинок вагітною. Брат Росаріо Бернардо, який працює управителем у маєтку Ді Карло, (Освальдо Гіді) теж чудово пам'ятає про це…
Своє, насичене різноманітними подіями, життя тече і у слуг сім'ї Ді Карло, які люблять проводити свій вільний час на дискотеці. Це і веселушка Ліна (Вікторія Онетто), і скромняшка Глорія (Габріела Сарі), і вередлива Марта (Валерія Лорка), яка крутить шури-мури з Даміаном. Зрозуміло, мати Марти Сокорро (Сільвія Байле) від цього зовсім не в захваті!
Протягом серіалу кожен знаходить свою любов — Вікторія зустрічається з водієм Роккі, а Ліна знаходить спільну мову з другом Іво Боббі (Пабло Новак).
На шляху до весілля і у головних героїв Іво та Міллі зустрічаються перешкоди у вигляді секретарки Андреа (Маріана Аріас), Пілар (Флоренсія Ортіс) та Флоренції (Паола Крум), які жадають роздобути любов Іво, а в Мілагрос закохується дуже симпатичний адвокат на ім'я Серхіо (Дієго Рамос).

## Актори

### У головних ролях
- Наталія Орейро -Мілагрос Еспосіто Ді Карло-Міранда (Міллі, Чоліто, Карлітос)
- Факундо Арана -Іво Ді Карло-Міранда Рапалло (Блондин)

### Сім'я Ді Карло
- Артуро Малі — Федеріко Ді Карло (батько Мілагрос, Вікі і вітчим Іво)
- Фернанда Містраль — Луїса Рапалло де Ді Карло (мати Іво і Вікі)
- Вероніка Вієйра — Вікторія «Вікі» Ді Карло Рапалло (сестра Іво та Міллі)
- Лідія Ламайсон — Донна Анхеліка де Ді Карло «Донья» (бабуся Мілагрос і Вікі)

### Слуги сім'ї Ді Карло
- Марсело Маццарелло — Роккі (Морган)
- Вікторія Онетто — Аделіна «Ліна» де Соло
- Джино Ренні — Рамон Гарсія Парапучіно
- Освальдо Гіді — Оскар Авельейра (Бернардо)
- Габрієла Сарі — Глорія Еспосіто
- Сільвія Байле — Ампаро Родрігез / Сокорро (Соко, Сокоріто) де Гарсія
- Валерія Лорка — Марта «мартитом» де Гарсія (Коханка Даміана, дочка Соккоро)
- Себастьян Міранда — Карлос (Чамуко)

### Родичі Луїси
- Норберто Діас — Даміан Науель Рапалло (брат Луїси)
- Сегундо Сернадас — Пабло Рапалло (син Даміана)

### Другорядні персонажі
- Умберто Серрано — Падре Мануель Міранда (священник, брат Нестора, дядько Іво)
- Вероніка Вальфіш — сестра Католіна «Товстунка»
- Маріана Аріас — Андреа Рамос (секретарка Федеріко Ді Карло та його коханка, колишня наречена Іво Ді Карло, похресниця Анхеліки де Ді Карло)
- Пабло Новак — Альфредо «Боббі» Луїс Соло (кращий друг Іво, чоловік Ліни)
- Брайан Карузо — Гамуса (друг Міллі, рідний брат Глорії)
- Пабло Патліс — Факундо Домінік Карузо (хлопець, який називав себе онуком Анхеліки)
- Роберто Антье -Хуан Круз (колишній наречений Вікторії Ді Карло)
- Хорхе Гарсія Маріно — Армандо Освальдо Ріпетті (політичний діяч, який запропонував Федеріко стати депутатом)
- Флоренсія Ортіс — Пілар (подруга Вікторії, колишня наречена Іво Ді Карло та Пабло Рапалло)
- Дієго Рамос — Серхіо Коста мол. (адвокат, закоханий у Мілагрос)
- Давид Масажник — Фернандо (друг Серхіо)
- Родольфо Мачадо — Нестор Міранда (колишній коханець Луїси, біологічний батько Іво)
- Патрісія Росас — Лідія (мати Глорії)
- Паола Крум — Флоренсія «Флор» Ріццо де Ді Карло (Імла, перша дружина Іво)
- Паула Сьєро — Марина Ріццо де Рапалло (дружина Пабло, сестра Флоренсії і Фабріціо)
- Фернандо Льоса — Доменіко Ріццо (батько Флоренсії, Марини та Фабріціо)
- Густаво Гільєн — Фабріціо Ріццо (Данель Брейла, син Доменіко, брат Флоренсії і Марини)
- Маріта Бальєстерос — Росаріо «Россі» де Альбертіні (жінка, яка назвала себе матір'ю Мілагрос, коханка Даміана)
- Коні Маріньо — Лаура (нова дружина Нестора Міранди)
- Гого Андреу — Хосе «Дон Пепе» Сімаль (господар автомайстерні, де працювали Рамон і Роккі, живе по-сусідству з батьківським домом Міллі, залицяльник Анхеліки)
- Роберто Фіоре — Густаво Маріас (права рука Доменіко, посаджений батько на весіллі Пабло та Марини)
- Клаудіо Гарофало — Детектив
- Жасмін Родригес — Жасмин
- Лорена Мерітано — Кароліна «Каро» Домінгес (архітектор на фірмі Ді Карло)
- Клаудіа Альбертаріо — Роміна (жінка, яка назвалася сестрою Роккі)
- Эмилио Барди — Франсіско (батько Гамуси та Глорії)
- Літа Соріано — Клара де Ріпетті
- Даніель Кузнечка — Алехандро
- Ізабель Маседо — Анна (подруга Вікторії, її особистий тренер)
- Едуардо Нюткевич — Дон Хуліо (бандит, який допомагав Федеріко вирішувати проблеми)
- Артуро Бонін — Альфредо

### Камео
- Габрієль Батістута
- Клаудія Вільяфанья (в титрах Сеньора Марадона)
- Джанніна Марадона
- Дальма Марадона
- Амелія Варгас

## Нагороди та премії
У 2010 році телесеріал «Дикий ангел» посів перше місце в народному голосуванні рейтингу HOT LIST у номінації «Найкращий серіал».

## Цікаві факти
- В «Дикому ангелі» дуже часто звучить тема пісні Марка Сноу «X-Files» (1993)[2].
- В Україні телесеріал транслювався на Новому каналі (2001—2002, 2004) в  російському озвученні від РТР, К1 (2013—2018) в російському озвученні від РТР з українськими субтитрами та К1 (з травня — 12 жовтня 2018; з 19 жовтня 2021 — 14 січня 2022) в українському багатоголосовому закадровому озвученні.
- Телесеріал мав успіх в багатьох країнах світу. Й був показаний в більш ніж 60 країнах світу.
- Валерія Лорка та Наталія Орейро насправді близькі подруги, незважаючи на те, що в серіалі вони ненавидять одна одну.
- Крім Аргентини, багато епізодів серіалу було знято в Італії та Іспанії.
- У серіалі дуже багато ляпів.
  - Наприклад, у покоївки Ліни (Вікторія Онетто) дуже часто у кадрах змінювалась зачіска, а волосся було різного кольору.
  - Іво та Мілагрос мають бути приблизно одного віку, а у теленовелі виявляється, що Іво старший за Міллі. Тому незрозумілим залишається вік головних персонажів та їх сімейні таємниці.
  - Після двохмісячного розриву з Пабло (Сегундо Сернадас) Марина (Паула Сьєро) показує йому 4-місячного малюка.
- За сценарієм, Мілагрос мала дізнатись, що її мати жива. Але режисери вирішили залишити цей факт в таємниці. Хоча в останній серії на весіллі Іво та Міллі була показана її мати в одязі монахині монастиря.
- У 2006 році Факундо Арана та Наталія Орейро зустрілись разом на знімальному майданчику серіалу «Ти — моє життя», щоб знову зіграти закоханих.